# Ideato Sud
Ideato Sud est une zone de gouvernement local de l'État d'Imo au Nigeria,.

## Source
- (en) Cet article est partiellement ou en totalité issu de l’article de Wikipédia en anglais intitulé « Ideato South » (voir la liste des auteurs).